# Ahasverus (kevergeslacht)
Ahasverus is een geslacht van kevers in de familie der spitshalskevers (Silvanidae).

## Soorten
- A. advena
- A. cryptophagoides
- A. delauneyi
- A. excisus
- A. humeralis
- A. longulus
- A. nausibioides
- A. plagiatus
- A. rectus
- A. subopacus